# 結晶学
結晶学（けっしょうがく、英語：crystallography）は、結晶の幾何学的な特徴や、光学的な性質、物理的な性質、化学的性質等を研究する学問である。今日では結晶学の物理的側面は固体物理学、化学的側面は結晶化学で扱われる。

## 概要
結晶学は、結晶の形態分類、光学的性質や、想定される原子・分子の配置との関係を調べる古典的な結晶学と、X線回折などの方法で原子配置を調べる現代的な結晶学に分けることができる。現在では原子配列決定のための方法論として、生化学や材料工学への応用の面が広がっている。
結晶学の主要な方法はある種のビームを当てた場合に起こる回折のパターンの分析である。このビームとして、最も普通に使われるのはX線である。目的によっては電子や中性子が用いられるが、これは粒子が波としての性質（量子力学で記述される）も有することによる。
古くから使われた方法としては顕微鏡があり、特に偏光顕微鏡は結晶の観察によく用いられてきた。しかし光の波長は原子や原子間の結合に比べて長すぎる。電子顕微鏡でもあまり細かい様子を調べることはできない。かといってもっと短い波長を使うと顕微鏡で実際のイメージを得ることはできない。このような短波長の波を集束できるような材料（レンズのようなもの）は存在しないからである（ただし最近、金でできたX線顕微鏡用フレネルゾーンプレートでX線を集束することはある程度可能となった）。
回折パターンからイメージを作り出すには数学的方法（フーリエ変換など）と、モデリングとその改良の過程が必要である。この過程で仮説的な「モデル」構造から数学的に予測される回折パターンを、試料から実際に得られたパターンと比較し、予測パターンと一致する程度までモデルの改良を繰り返す。
回折パターンは波が規則的配列によって回折される場合にしか得られない。したがって結晶学は基本的には結晶（あるいは測定目的で結晶させることのできる分子）にしか適用できない。
ただ実際には、繊維や粉末から得られたパターンにより分子に関する情報が得られている。これらは固体結晶ほどではないがある程度の秩序的構造を有していると考えられる。この程度の秩序でも分子の大まかな性質を求めるには十分である。たとえばDNAの二重らせん構造は繊維状サンプルから得られたX線回折パターンにより求められた。
結晶学の研究には結晶中の原子配置に由来する対称パターン（対称群）を網羅することも必要であり、このため群論や幾何学と深い関係がある。

## 応用

### 材料工学
結晶学は材料工学でもよく用いられる。単結晶では結晶の形態に原子の配列が反映されるため原子配列は巨視的に予測できることが多い。また物理的性質はその結晶の欠陥により決まることが多い。結晶構造を知ることで初めて結晶欠陥が明らかにできる。
他にも結晶学に関連する物理的性質が多くある。たとえば粘土は小さい平らな板状の構造を形成する。この板状の粒子は互いに平面上を滑るが、平面に並行する方向では強く結合しているため、粘土は変形しやすい。
他の例としては、室温では体心立方（bcc）構造をとっている鉄を熱したとき、面心立方（fcc）構造（オーステナイトと呼ばれる）に転移する。fcc構造は最密充填構造だが、bcc構造はそうではない。これは転移が起きたときに鉄の体積が減少することの説明になる。
結晶学は相の識別にも有用である。すなわち、材料に加工を行うとき、どの化合物のどの相が材料中にあるかを知りたい。各相は特徴的な原子配列を持っている。X線回折のような方法を用いて、材料中にどのパターンがあるか、そしてどんな化合物があるかを知ることができる。

### 生物学
X線結晶学は蛋白質やその他生体高分子のコンフォメーションを決定するためにまず行う方法であり、DNAの二重らせん構造などもX線回折パターンから決定された。
タンパク質結晶の回折パターンは非常に複雑で、解析にはコンピュータと高度の数学的手法を要する。X線源としては、より明瞭なパターンを得るためにシンクロトロンを用いる例も多い。 

## 歴史
水晶などの結晶の特異な形は古くから注目され、結晶学はそれらの形態を調べるところから始まった（すなわち鉱物学の一分野であった）。17世紀に、デンマークのニコラウス・ステノが、結晶の各面のなす角度は種類によって決まっているという「面角一定の法則」を見出した。18世紀後半になると結晶学は進展を見せはじめ、1780年にはカランジョー（Arnould Carangeot）が結晶面の角度を測る装置（ゴニオメーター）を発明した。同じ頃フランスのルネ＝ジュスト・アユイ（René-Just Haüy、結晶学の祖と呼ばれる）が、結晶面の寸法に整数比が成り立つという「有理指数の法則」を発見し、結晶は小さなユニット（原子または分子が並んで作る）の繰り返しでできていると考えた。これに基づいて19世紀初めにイギリスのウィリアム・ハロウズ・ミラー（1801-1880）が結晶面を「ミラー指数」で表現することを始めた。方解石などの複屈折は古くから知られていたが、これを応用してスコットランドのウィリアム・ニコル（William Nicol、1768-1851）が偏光顕微鏡を発明し、以後結晶の観察に偏光顕微鏡が多く用いられた。
結晶は形態的対称性から7晶系に分類されていたが、フランスの数学者オーギュスト・ブラヴェ（Auguste Bravais、1811-1863）が詳しい幾何学的研究を行い、すべての結晶が14種の空間格子（ブラヴェ格子、結晶格子）に分類されることを1848年に明らかにした。さらに対称性に群論を応用した研究が進められ、32晶族（単位格子の対称性に関する32種の点群に対応する）が明らかにされた。19世紀末になるとドイツの物理学者アーサー・モーリッツ・シェーンフリース（Arthur Schoenflies、1853-1928）らにより結晶全体の対称性が研究され、230種の空間群による細かい分類が完成した。
20世紀に入ってX線が発見されると、X線が結晶で回折されて特有のパターン（ラウエの斑点）を示すことが明らかにされた。これを研究したブラッグ父子によって1912年、ブラッグの反射条件（ブラッグの法則）が見出され、回折パターンから具体的な原子の空間配置を求める道が開かれた。
この方法は分子結晶で分子構造を求めるのにも応用され、1930年代以降ドロシー・ホジキンらによりペニシリンやビタミンB12の構造が解明された。さらに第二次大戦後は蛋白質やDNAなど生体高分子の構造解析にも応用が広がった。

### 人物
- マックス・フォン・ラウエ
- ヘンリー・ブラッグ
- ローレンス・ブラッグ